# جیمی جونز (بازیکن فوتبال، زاده ۱۹۱۹)
جیمی جونز (انگلیسی: Jimmy Jones؛ ۱۶ نوامبر ۱۹۱۹ – ۱۹۷۶) بازیکن فوتبال اهل بریتانیا بود.
از باشگاه‌هایی که در آن بازی کرده‌بود می‌توان به باشگاه فوتبال واتفورد اشاره کرد.